# Transparency International France
 (juin 2024).
La mise en forme du texte ne suit pas les recommandations de Wikipédia : il faut le « wikifier ».
Les points d'amélioration suivants sont les cas les plus fréquents. Le détail des points à revoir est peut-être précisé sur la page de discussion.
- Les titres sont pré-formatés par le logiciel. Ils ne sont ni en capitales, ni en gras.
- Le texte ne doit pas être écrit en capitales (les noms de famille non plus), ni en gras, ni en italique, ni en « petit »…
- Le gras n'est utilisé que pour surligner le titre de l'article dans l'introduction, une seule fois.
- L'italique est rarement utilisé : mots en langue étrangère, titres d'œuvres, noms de bateaux, etc.
- Les citations ne sont pas en italique mais en corps de texte normal. Elles sont entourées par des guillemets français : « et ».
- Les listes à puces sont à éviter, des paragraphes rédigés étant largement préférés. Les tableaux sont à réserver à la présentation de données structurées (résultats, etc.).
- Les appels de note de bas de page (petits chiffres en exposant, introduits par l'outil «  Source ») sont à placer entre la fin de phrase et le point final[comme ça].
- Les liens internes (vers d'autres articles de Wikipédia) sont à choisir avec parcimonie. Créez des liens vers des articles approfondissant le sujet. Les termes génériques sans rapport avec le sujet sont à éviter, ainsi que les répétitions de liens vers un même terme.
- Les liens externes sont à placer uniquement dans une section « Liens externes », à la fin de l'article. Ces liens sont à choisir avec parcimonie suivant les règles définies. Si un lien sert de source à l'article, son insertion dans le texte est à faire par les notes de bas de page.
- La présentation des références doit suivre les conventions bibliographiques. Il est recommandé d'utiliser les modèles {{Ouvrage}}, {{Chapitre}}, {{Article}}, {{Lien web}} et/ou {{Bibliographie}}. Le mode d'édition visuel peut mettre en forme automatiquement les références.
- Insérer une infobox (cadre d'informations à droite) n'est pas obligatoire pour parachever la mise en page.

Pour une aide détaillée, merci de consulter Aide:Wikification.
Si vous pensez que ces points ont été résolus, vous pouvez retirer ce bandeau et améliorer la mise en forme d'un autre article.
Transparency International France ("TI France") est une ONG spécialisée dans la lutte contre la corruption. Il s'agit de la section française de l'ONG internationale Transparency International.
Transparency International France a été créée en 1995 par Michel Bon, soit deux ans après la création du secrétariat international de Transparency International.

## Modes d'action

### Plaidoyer
L'association réalise un travail de plaidoyer, c'est-à-dire d'expertise et d'influence, sur différents sujets en lien avec la transparence de la vie publique et la lutte contre la corruption, notamment : 
- La régulation du lobbying[2]
- La transparence du financement des campagnes électorales[3]
- La déontologie parlementaire[4]
- Etc.

Le plaidoyer de l'association inclut des prises de parole dans les médias, la publication de rapports ou de documents de plaidoyer contenant des recommandations à l'intention des pouvoirs publics, la participation à des auditions parlementaires, etc. L'association réalise aussi des actions de mobilisation des candidats aux élections, et réalise un suivi de ces engagements (plaidoyer électoral).

### Contentieux stratégique
L'association est agréée par le ministère de la Justice pour engager des actions en justice en matière contre la corruption. Parmi les actions judiciaires entreprise, citons :
- Dans le dossier des Biens Mal Acquis, Transparency International France a déposé plainte en 2008 (à la suite d'un rapport du CCFD puis d'une première plainte déposée par Sherpa, Survie et la Fédération des Congolais de la Diaspora)[7]. Teodorin Obiang a été définitivement condamné en 2021.
- Une plainte déposée en 2022 contre des oligarques russes[8], qui a abouti à une saisie (non définitive) d'une villa appartenant à l'ex-femme de Vladimir Poutine[9].
- En janvier 2025, l'association annonce qu'elle se porte partie civile aux côtés d'Anticor et de Sherpa dans le procès du financement libyen de la campagne présidentielle de 2007[10].

### Etudes et recherche
TI France a publié en 2024, en partenariat avec la Fondation Jean Jaurès et Harris Interactive, une enquête sur les attitudes des français face à la corruption.

## Présidents successifs
- 1996[12]-2002 : Daniel Dommel
- 2003[13]-2017 : Daniel Lebègue
- 2017-2020 : Marc-André Feffer[14]
- Depuis 2020 : Patrick Lefas[14]

A noter que ces quatre présidents sont tous d'anciens énarques.

## Budget et sources de financement
En 2022, l'association déclare un budget général d'environ 650 000 € dans son rapport d'activité, dans lequel elle précise que 43 % provient de contributions d'entreprises ou de collectivités territoriales (aucune contribution d'un montant supérieur à 15 000 €), 24 % de dons, 21 % de subventions (Open Society Foundation, Commission Européenne).
76,4 % du budget sert à financer les dépenses de personnel, notamment pour conduire des actions de plaidoyer : l'association déclare à la HATVP que son budget pour les actions de plaidoyer, de lobbying et d'influence se situe entre 100 000 et 200 000 €.